# José Antonio Félez
José Antonio Félez (Madrid, 1954) és un productor de cinema i televisió espanyol. Fins a 2018 havia participat en 30 produccions audiovisuals. En 1998 va fundar Tesela PC. El 2002, Plural Entertainment (Grupo Prisa) es va convertir en soci majoritari de la productora. En 2009 abandona Tesela i funda Atípica Films, on produeix pel·lícules i més recentment, sèries de televisió d'èxit nacional i internacional. Amb Atípica Films ha participat en la producció d' El hombre de las mil caras, Tenemos que hablar, La isla mínima, La gran familia española, Grupo 7 i Primos. L'última producció ha estat La peste (sèrie de televisió), sèrie original de Movistar+ creada per Alberto Rodríguez Librero i Rafael Cobos López. Anteriorment i amb Tesela havia produït pel·lícules com: El Bola, 7 vírgenes, Roma, AzulOscuroCasiNegro o Gordos.
En 2015 va ser designat com la persona més influent del cinema espanyol per la revista Cinemanía. En 2021 és guardonat amb la Medalla d'Or dels XXVII Premis Cinematogràfics José María Forqué.

## Biografia
Llicenciat en Dret en la Universitat Complutense de Madrid i graduat PDG per l'IESE (Institut d'Estudis Superiors de l'Empresa), ha tingut una carrera professional centrada tant en el món del cinema com en el de la gestió empresarial.
Cal destacar que, com a productor, sempre ha apostat per nous talents als quals ha anat acompanyant al llarg de les seves carreres. Així ha estat amb Daniel Sánchez Arévalo, Alberto Rodríguez Librero o Rafael Cobos López.
Va ser president de l'AEC (Asociación Estatal de Productoras de Cine) des de 2011 fins a abril de 2017.

## Filmografia

### Com a Productor
- Diecisiete (2019)
- La peste (sèrie de televisió) (2018)
- El hombre de las mil caras (2016)
- Tenemos que hablar (2016)
- La isla mínima (2014)
- La gran familia española (2013)
- Grupo 7 (2012)
- Primos (2011)
- After (2009)
- Gordos (2009)
- Una palabra tuya (2008)
- 8 citas (2008)
- Tocar el cielo (2007)
- Pudor (2007)
- ¿Por qué se frotan las patitas? (2006)
- Cabeza de perro (2006)
- AzulOscuroCasiNegro (2006)
- 7 vírgenes (2005)
- El viento (2005)
- Elsa y Fred (2005)
- La promesa (2004)
- Roma (2004)
- Astronautas (2003)
- Noviembre (2003)
- El traje (2002)
- Mi casa es tu casa (2002)
- La fuga (2001)
- El Bola (2000)
- El factor Pilgrim (2000)
- A galope tendido (2000)
- El faro (1998)

### Com a guionista
- Tocar el cielo (2007)
- ¿Por qué se frotan las patitas? (2006)
- Cabeza de perro (2006)
- La promesa (2004)
- El faro (1998)

## Nominacions i premis Goya
| Any  | Categoria                                     | Pel·lícula                 | Resultat   |
| ---- | --------------------------------------------- | -------------------------- | ---------- |
| 2016 | Millor Pel·lícula                             | El hombre de las mil caras | Nominada   |
| 2014 | Millor Pel·lícula                             | La isla mínima             | Guanyadora |
| 2013 | Millor Pel·lícula                             | La gran familia española   | Nominada   |
| 2012 | Millor Pel·lícula                             | Grupo 7                    | Nominada   |
| 2004 | Millor Pel·lícula                             | Roma                       | Nominada   |
| 2001 | Millor Pel·lícula Estrangera de parla Hispana | La fuga                    | Guanyadora |
| 2000 | Millor Pel·lícula                             | El Bola                    | Guanyadora |
| 1997 | Millor Pel·lícula Estrangera de parla Hispana | El faro                    | Guanyadora |